# Mieszkowice (gmina w rejencji opolskiej)
Mieszkowice (niem. Amtsbezirk Dittmannsdorf) – zbiorowa gmina wiejska (Amtsbezirk) w powiecie prudnickim, rejencji opolskiej. Funkcjonowała w latach 1874–1945 w Rzeszy Niemieckiej. Siedzibą gminy były Mieszkowice (Dittmannsdorf).
Gminę Mieszkowice utworzono 1 maja 1874 na obszarze powiatu prudnickiego. Powstała z obszaru gromady Mieszkowice oraz majątku ziemskiego. Pierwszym administratorem okręgu został Paul Plewig zamieszkały w Mieszkowicach.
Jednostka przetrwała do 1945 roku. Po II wojnie światowej została zniesiona. Władze polskie nie odtworzyły gminy w reaktywowanym powiecie prudnickim.